# Parcul Național Cozia
Parcul Național Cozia se găsește în partea central-sudică a Carpaților Meridionali. Limitele parcului se suprapun peste partea de est a Munților Căpățânii, întregul masiv al Masivului Cozia și peste partea de sud-est a Munților Lotrului. Întreaga suprafață de 17.100 ha a parcului se află în județul Vâlcea.

## Localizare
Aria naturală se întinde în partea estică a județului Vâlcea (aproape de limita de graniță cu județul Argeș), pe teritoriile administrative al orașelor Brezoi și Călimănești și pe cele ale comunelor Berislăvești, Perișani, Racovița și Sălătrucel și este străbătută de drumul național DN7, care leagă municipiul Râmnicu Vâlcea de orașul Tălmaciu.

## Descriere
Prima propunere de instituire a Parcului Național Cozia a avut loc în anul 1966, acesta urmând să fie declarat arie protejată prin Legea nr.5 din 6 martie 2000 (privind aprobarea Planului de amenajare a teritoriului național - Secțiunea a III-a - zone protejate). 
În anul 2003 prin Hotărârea de Guvern nr. 230 din 4 martie (privind delimitarea rezervațiilor biosferei, parcurilor naționale și parcurilor naturale și constituirea administrațiilor acestora) se restabilesc limitele și suprafața acestuia. Parcul național include rezervația naturală Pădurea Călinești - Brezoi, arie protejată (cu o suprafață de 200 ha) de importanță geomorfologică (conglomerate de Brezoi), floristică și peisagistică.
Parcul național reprezintă un areal montan cu o mare diversitate geologică și geomorfologică (relief carstic cu vârfuri ascuțite, turnuri, ace, creste calcaroase, peșteri, cheiuri, văii; păduri, pajiști și fânețe) care dispune de mai multe tipuri de habitate (Păduri aluviale cu Alnus glutinosa și Fraxinus excelsior (Alno-Padion, Alnion incanae, Salicion albae), Păduri dacice de fag de tip Luzulo-Fagetum, Păduri dacice de fag de tip Asperulo-Fagetum, Păduri de stejar cu carpen de tip Galio-Carpinetum, Păduri din Tilio-Acerion pe versanți abrupți, grohotișuri și ravene, Păduri dacice de fag (Symphyto-Fagion), Păduri acidofile de Picea abies din regiunea montană (Vaccinio-Piceetea), Tufărișuri alpine și boreale, Pajiști boreale și alpine pe substrat silicios, Pajiști montane de Nardus bogate în specii pe substraturi silicioase, Comunități de lizieră cu ierburi înalte higrofile de la nivelul câmpiilor, până la cel montan și alpin, Grohotișuri silicioase din etajul montan până în cel alpin (Androsacetalia alpinae și Galeopsietalia ladani), Fânețe montane, Vegetație herbacee de pe malurile râurilor montane, Versanți stâncoși cu vegetație chasmofitică pe roci calcaroase, Vegetație lemnoasă cu Myricaria germanica de-a lungul râurilor montane și Vegetație lemnoasă cu Salix eleagnos de-a lungul râurilor montane) ce adăpostesc o gamă diversă de floră și faună specifică lanțului meridional al Carpaților.

## Faună și floră
Parcul național se suprapune sitului de importanță comunitară - Cozia, la baza desemnării căruia aflându-se câteva specii faunistice și floristice enumerate în anexa I-a a Directivei Consiliului European 92/43/CE din 21 mai 1992 (privind conservarea habitatelor naturale și a speciilor de faună și floră sălbatică);astfel: șase specii de mamifere: urs brun (Ursus arctos, lup (Canis lupus), râs eurasiatic (Lynx lynx), liliacul comun (Myotis myotis), liliacul mare cu potcoavă (Rhinolophus ferrumequinum) și  liliacul cu urechi late (Barbastella barbastellus); doi amfibieni: ivorașul-cu-burta-galbenă (Bombina variegata) și tritonul cu creastă (Triturus cristatus); trei specii de pești: mreană vânătă (Barbus meridionalis), zglăvoacă (Cottus gobio) și dunăriță (Sabanejewia aurata); precum și șapte specii de nevertebrate:
rădașca ( Lucanus cervus), cosașul transilvan (Pholidoptera transsylvanica), croitorul mare al stejarului (Cerambyx cerdo), croitorul cenușiu al stejarului (Morimus funereus), cosașul-de-munte-cu-picioare-roșii (Odontopodisma rubripes), un greier (endemic pentru Cozia) din specia Isophya harzi și un cărăbuș din specia Carabus variolosus.

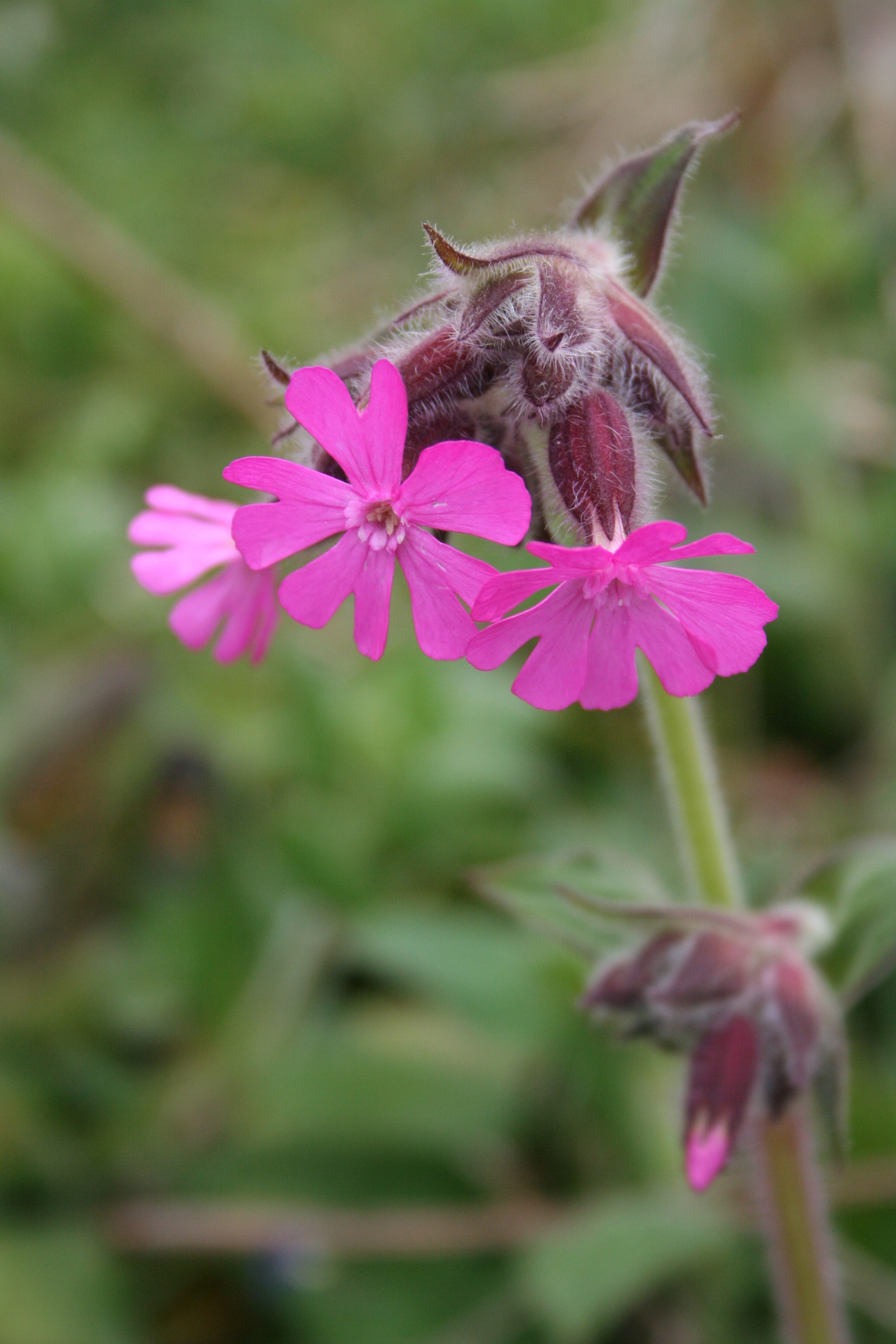
Opaiță roșie (Silene dioica)

La nivelul ierburilor este semnalată prezența a patru specii (enumerate în aceeași anexă a Directivei Europene) de plante: floarea-reginei (Leontopodium alpinum), clopoțelul de munte (Campanula serrata), iarba-gâtului (Tozzia carpathica), ligularia (Ligularia sibirica) și stânjenelul sălbatic (Iris aphylla ssp. hungarica) care vegetează alături de alte rarități floristice, printre care: angelică (Angelica archangelica), pelin nemirositor (Artemisia campestris), coada șoricelului (cu specii de Achillea crithmifolia și Achillea millefolium), romaniță de munte (Anthemis carpatica), arnică (Arnica montana), pelinariță (Artemisia vulgaris), albăstreaua de munte (Centaurea pinnatifida), carlina (Carlina acanthifolia), turtă (Carlina acaulis), clopoței (cu specii de Centaurea coziensis, Campanula rapunculoides, Campanula patula ssp. abietina, Campanula persicifolia, Campanula grossekii), ciucure (Campanula glomerata), garofițe (cu specii de Dianthus henteri, Dianthus carthusianorum, Dianthus superbus, Dianthus giganteus, Dianthus spiculifolius), salbă moale (Euonymus latifolius), milițea roșie (Silene armeria), brie (Athamanta turbith ssp. hungarica), vulturică (Hieracium villosum, Hieracium pavichii, Hieracium bifidum, Hieracium rauzense), iarba vulturului (Hieracium umbellatum), drobiță (Genista tinctoria), crin de pădure (Lilium carniolicum ssp. jankae), ochiul găinii (Primula minima), frăgurel (Potentilla micrantha), cinci-degete (Potentilla reptans), cristeț (Salvia glutinosa), salvie de câmp (Salvia pratensis), degetăruț (Soldanella hungarica, Soldanella montana), scorzonera (Scorzonera purpurea ssp. rosea), tătăneasă (Symphytum officinale), opaiță roșie (Silene dioica), buruiana vântului (Seseli rigidum), odolean (Valeriana montana), șopârliță (Veronica arvensis) sau coada-vacii (Verbascum glabratum).

## Căi de acces
- Drumul național DN7 pe ruta: Râmnicu Vâlcea - Bujoreni - Malu Vârtop - Gura Văii - Călimănești - Păușa.

## Monumente și atracții turistice
În vecinătatea parcului se află numeroase obiective de interes istoric, cultural și turistic; astfel:
- Biserica "Nașterea Maicii Domnului" a schitului Ostrov din Călimănești, construcție 1520-1521, monument istoric.
- Mănăstirea Turnu din Păușa (Biserica "Intrarea în Biserică", Biserica "Schimbarea la Față", turn-clopotniță, chilii), construcție secolul XV - XVI, monument istoric.
- Biserica "Toți Sfinții" din Proieni, construcție 1794-1798, monument istoric.

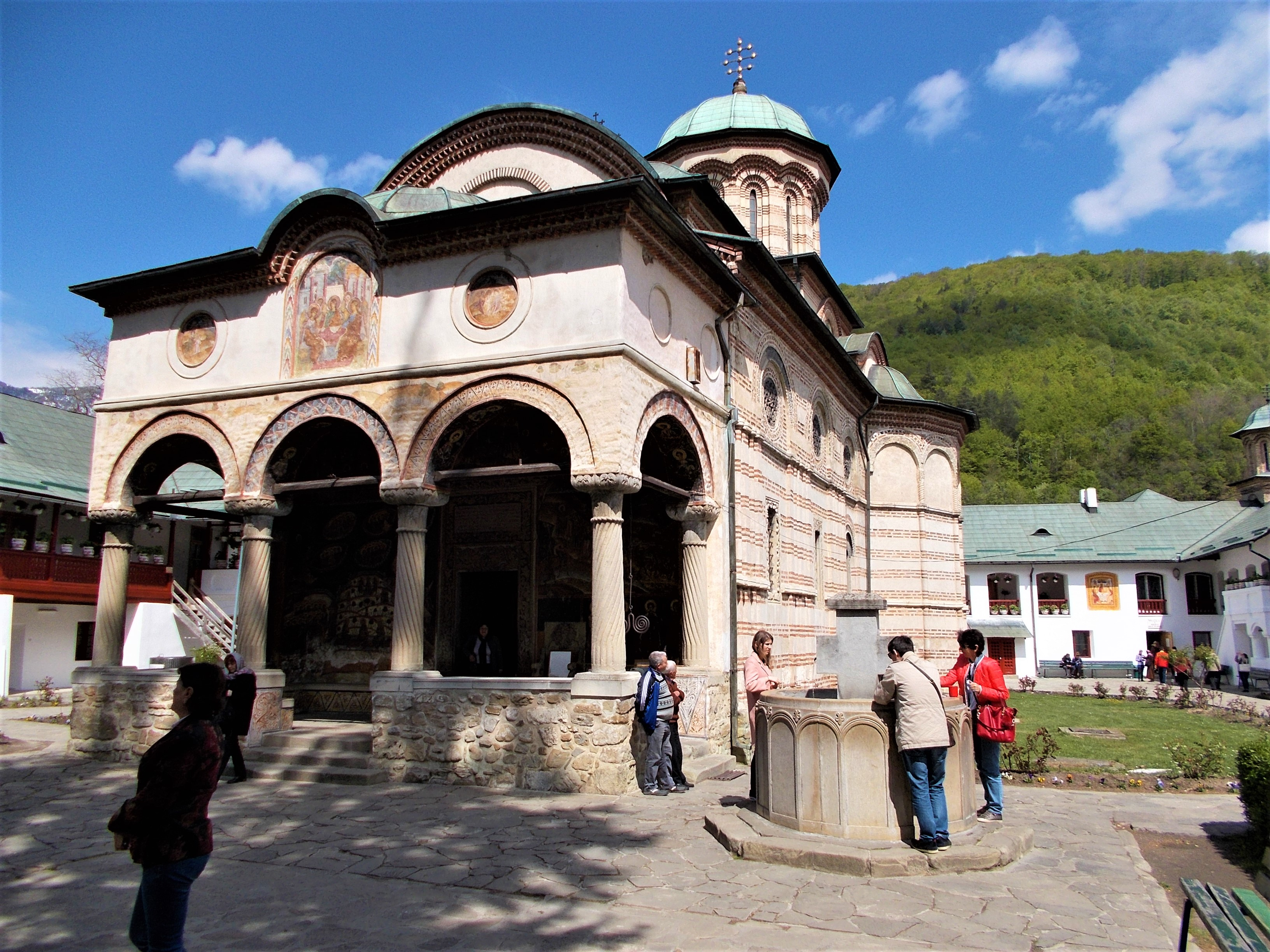
Mănăstirea Cozia

- Ansamblul Mănăstirii Cozia din Căciulata (Biserica "Sf. Treime", Paraclisul "Adormirea Maicii Domnului", Paraclisul "Duminica Tuturor Sfinților", Trapeza, Bolnița " Sf. Apostoli", ), construcție secolul al XIV-lea, monument istoric.
- Biserica "Sf. Nicolae" și " Cuvioasa Paraschiva" din Racovița, construcție 1819-1820, monument istoric.
- Ansamblul bisericii " Sf. Voievozi", biserica din Deal din Călimănești (Biserica "Sf. Voievozi", Biserica din Deal și turn-clopotniță), construcție 1714-1715, monument istoric.
- Biserica "Cuvioasa Paraschiva" din Călinești, construcție secolul 1775, monument istoric.
- Ansamblul Mănăstirii Stânișoara din Călimănești (Biserica "Sf. Gheorghe" și "Sf. Treime", chilii, Trapeza), construcție 1747, monument istoric.
- Ansamblul Mănăstirii Berislăvești (Biserica "Sf. Trei Ierarhi", "Sf. Gheorghe", incintă fortificată, case egumenești și turn-clopotniță), construcție 1753-1767, monument istoric.
- Ansamblul Mănăstirii Cornet din Tuțulești (Biserica "Tăierea Capului Sf. Ioan Botezătorul", arhondaric, foișor și zide de incintă), construcție secolul 1666, monument istoric.
- Situl arheologic de la Racovița (Castrul roman "Praetorium II" - sec. II - III p. Chr. și așezare din Epoca bronzului).
- Situl arheologic de la Rădăcinești (așezare, castru și terme - sec. II - III p. Chr.).
- Stațiunea Călimanești-Căciulata
- Defileul Oltului
- Cheile și Cascada Lotrișorul.
- Ariile protejate Parcul Național Buila-Vânturarița și Rezervația Ocnele Mari.
- Sturii Puturoasei